# How Hubby Got a Raise
How Hubby Got a Raise è un cortometraggio muto del 1910 diretto da Frank Powell.

## Produzione
Il film fu prodotto dalla Biograph Company.

## Distribuzione
Distribuito dalla Biograph Company, il film - un cortometraggio di 128,8 metri - uscì nelle sale statunitensi il 6 ottobre 1910 programmato in split reel con un altro cortometraggio di Frank Powell, A Gold Necklace.